# Подхойни
Подхойни (пол. Podchojny) — село в Польщі, у гміні Єнджеюв Єнджейовського повіту Свентокшиського воєводства.
Населення — 840 осіб (2011).
У 1975-1998 роках село належало до Келецького воєводства.

## Демографія
Демографічна структура на день 31 березня 2011 року:
|          | Загалом | Допрацездатний вік | Працездатний вік | Постпрацездатний вік |
| -------- | ------- | ------------------ | ---------------- | -------------------- |
| Чоловіки | 423     | 85                 | 286              | 52                   |
| Жінки    | 417     | 90                 | 244              | 83                   |
| Разом    | 840     | 175                | 530              | 135                  |